# POSTQUEL
POSTQUEL (англ. Postgres Query Language) — первичный язык запросов для СУБД Postgres. Основан на исчислении кортежей. В настоящее время PostgreSQL. Этот язык был разработан в 1985 году в Калифорнийском университете Беркли командой разработчиков, работающих под руководством профессора Майкла Стоунбрейкера. POSTQUEL основывается на языке запросов QUEL, используется с конца 70-х годов в базе данных Ingres. В 1995 г. Эндрю Ю (Andrew Yu) и Джолли Чен (Jolly Chen) заменили в базе Postgres POSTQUEL язык запросов на SQL. Новый выпуск системы управления базами данных назвали Postgres95.

## Примеры запросов
Получить размер заработной платы сотрудника Ковальски:
```
retrieve (STAFF.pay) from STAFF where STAFF.name = "Kowalski" 
```

Все сотрудники старше 40 лет:
```
retrieve (P.name) from P in STAFF where P.age > 40
```

Найти все департаменты, целиком занимающие один этаж:
```
retrieve (DEPART.dname)
where DEPART.floor NOT-IN {D.floor from D in DEPART where D.dname != DEPART.dname}

 | 
```